# Chicago White Sox
I Chicago White Sox sono una delle squadre professionistiche di baseball della Major League Baseball (MLB), con sede a Chicago, Illinois. Sono membri della Central division della American League.
I White Sox, o semplicemente Sox, sono una delle due squadre della città di Chicago, ed esiste una rivalità con l'altra squadra cittadina, i Chicago Cubs, nonostante le due squadre raramente si incontrino, essendo iscritte in due diverse leghe. I Sox sono la squadra della zona sud della metropoli, e per questo sono anche detti South Siders, in contrapposizione ai North Siders, cioè i Cubs, che invece hanno sede nel North Side di Chicago.
Attualmente i White Sox giocano allo Guaranteed Rate Field. 
La squadra è di proprietà di Jerry Reinsdorf.

## Storia

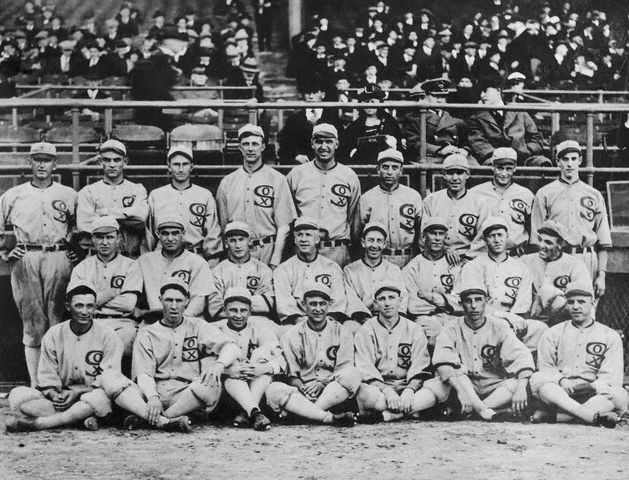
I White Sox nel 1919, anno in cui furono protagonisti di uno scandalo-scommesse

La squadra ha vinto tre World Series (1906, 1917, 2005), tre titoli della Central division (2008, 2005, 2000) e due della West Division (1993, 1983). Nelle World Series 1919, otto giocatori della squadra furono scoperti a perdere intenzionalmente la finale dopo essersi accordati con degli scommettitori, venendo squalificati a vita in quello che è passato alla storia come scandalo dei Black Sox.
Nella loro storia i White Sox cambiarono denominazione in molte occasioni: nacquero come Sioux City Cornhuskers nel 1894, per poi trasferirsi a Saint Paul come St. Paul Saints da 1895 al 1899. Nel 1900 avvenne il trasferimento a Chicago con la denominazione White Stockings, diventata White Sox nel 1903.
Il primo campo di gioco fu lo storico South Side Park (1900–1910), seguito dal Comiskey Park, casa dei White Sox dal 1910 al 1990, tranne una breve parentesi nelle stagioni 1968 e 1969, giocate al Milwaukee County Stadium. 

### Gli anni novanta

#### 1990

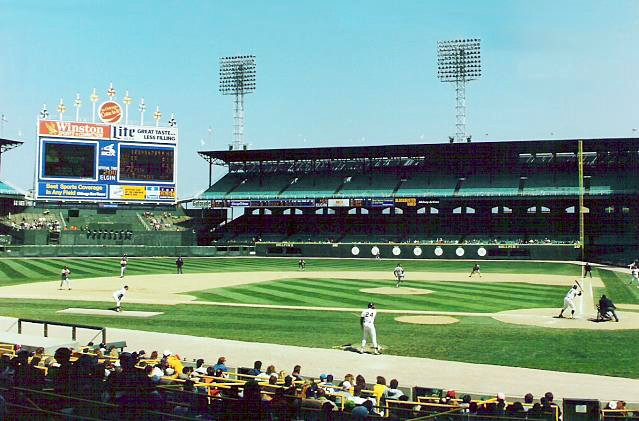
Il nuovo stadio New Comiskey Park aperto nel 1991 al costo di $ 167 milioni di dollari

Nel 1990 il closer Bobby Thigpen stabilì il nuovo record della storia del club in salvezze con 57. Si misero in mostra alcuni giocatori, fra cui la prima base Frank Thomas, i lanciatori Alex Fernandez e Jack McDowell e soprattutto la terza base Robin Ventura.
In quella stagione i White Sox vinsero 94 partite ma non si riuscirono ad andare ai playoff perché la divisione fu vinta dagli Oakland Athletics con 103 vittorie.

#### 1993-1994
Nel 1993 i White Sox riuscirono a qualificarsi per l'American League Championship Series, guidati soprattutto da Thomas, Ventura e il fresco vincitore del premio Cy Young Award Roberto Hernández, chiudendo la stagione regolare con un record di 94-68.
Nei playoff i White Sox furono eliminati dai Toronto Blue Jays, che avrebbero poi vinto le World Series.
Prima dello sciopero dei giocatori, nel 1994 i White Sox erano in testa alla classifica della Central Division.

### Gli anni duemila e il titolo

#### 2000-2004

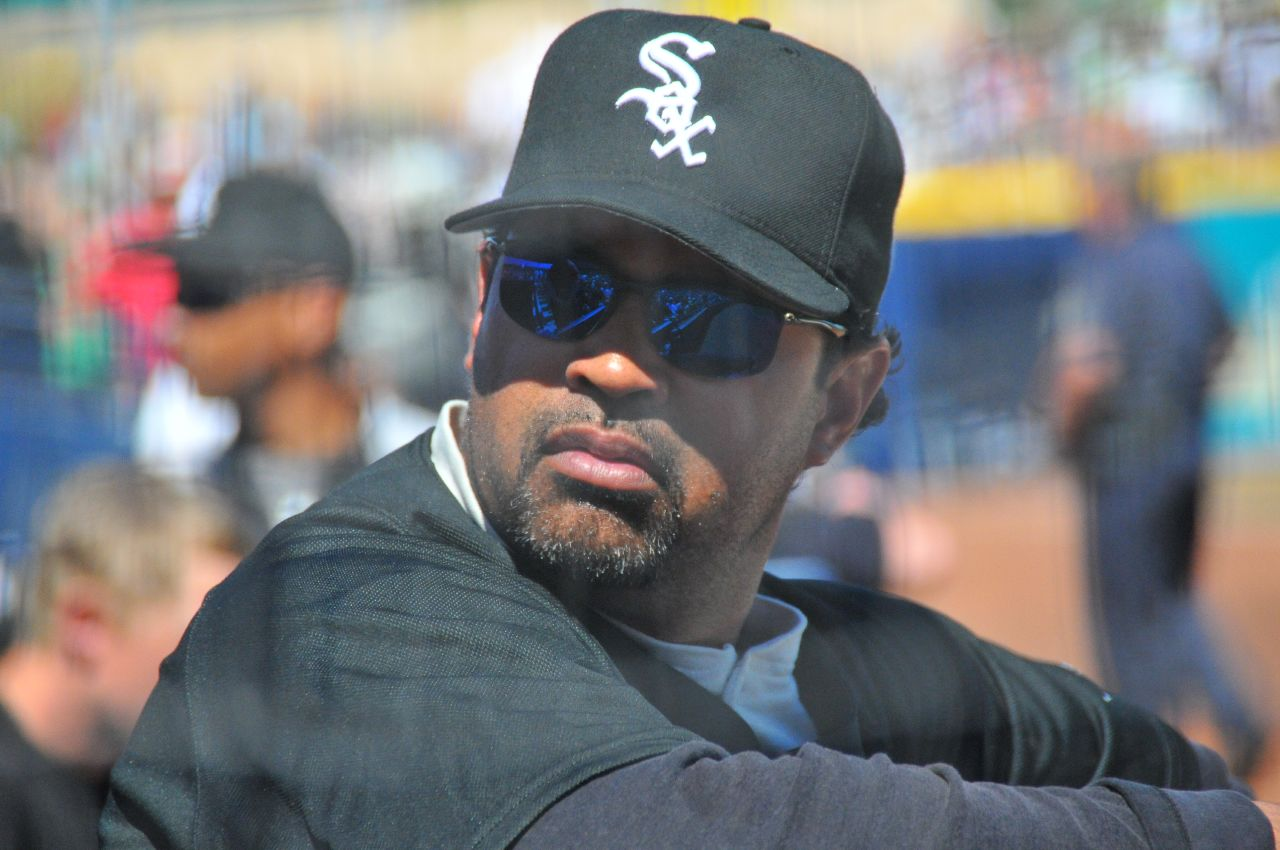
Ozzie prima giocatore e poi manager vincitore delle World series del 2005

Sotto la gestione del nuovo direttore generale Jerry Manuel, i White Sox costruirono una squadra con un'età molto giovane, che raggiunse quota 95 vittorie.
La squadra utilizzava lo slogan "The Kids Can Play", più o meno "anche i ragazzi possono giocare". Il reparto di lanciatori non era di primo ordine; brillò invece nuovamente Frank Thomas, che sfiorò la vittoria del suo terzo titolo di miglior giocatore (MVP), aggiudicandosi il premio Comeback Player of the Year.
L'esperto Thomas era circondato da giovani promesse come Magglio Ordóñez, Paul Konerko, Carlos Lee e José Valentín.
Nel 2003 lo stadio Comiskey Park fu ribattezzato con il nome di U.S. Cellular, compagnia telefonica che portò al team 68 milioni di dollari in 20 anni e il primo svolgimento dell'evento All Star nel proprio stadio.

#### Vittoria delle World Series (2005)

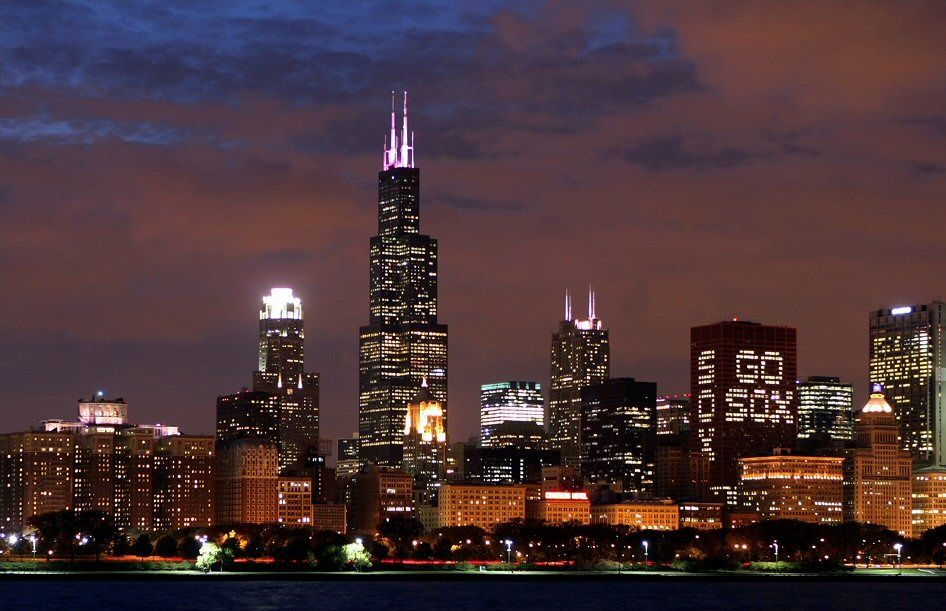
Un'immagine panoramica della città di Chicago che supportò il team al titolo delle World Series del 2005

Nel 2005, dopo un avvio dominante nella propria divisione, verso fine stagione i White Sox ebbero un crollo che li portò a lottare con i Cleveland Indians, i quali superarono i White Sox con 100 vittorie a 99. I White Sox recuperarono nelle ultimissime partite e vinsero la divisione (titolo che mancava dal 2000), distanziando di sei vittorie i Cleveland Indians.
Nei playoff incontrarono i Los Angeles Angels, battendoli per 4-1 nella serie. Alle finali World Series per l'assegnazione del titolo di campione dell'anno dominarono gli Houston Astros per 4-0; il titolo di miglior giocatore delle finali fu attribuito a Jermaine Dye. Era il terzo titolo nella storia dei White Sox.

#### 2006-2011

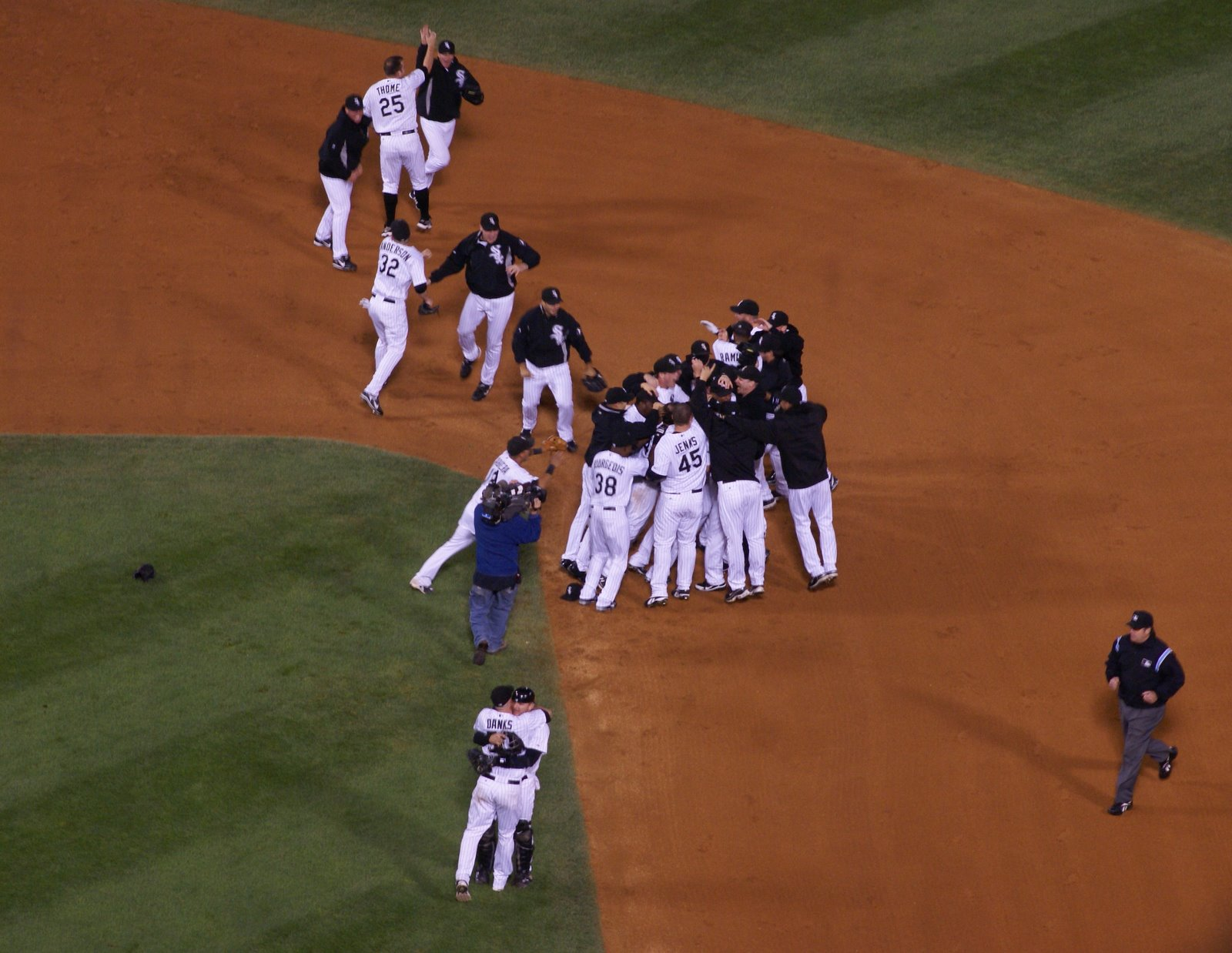
Esultanza dopo la vittoria ai danni di Minnesota nella Central Division 2008

Nei successivi anni Chicago è stata una delle squadre più forti della Central e American Division grazie anche a Paul Konerko, Jake Peavy, Adam Dunn e Mark Buehrle che fu capace di realizzare un perfect game.
Nel 2008 la squadra ha ottenuto l'ultima vittoria nella Central Division, davanti ai Minnesota Twins.
Per qualche anno è stata una candidata al titolo della divisione, senza tuttavia mai più vincerlo nonostante avesse nelle proprie file giocatori come Jim Thome (2006-2009) e Manny Ramírez (2010).

#### 2012
Il 21 aprile 2012 il giocatore Philip Humber ha messo a segno la terza partita perfetta nella storia della squadra durante una partita al Safeco Field di Seattle. In quella stessa stagione i White Sox stavano concludendo la Central Division come primi assoluti ma furono alla fine superati dai Detroit Tigers. Il bilancio finale fu di 85-77.

## Affiliate nella Minor League
| Livello | Team                      | League                  | Luogo                             |
| ------- | ------------------------- | ----------------------- | --------------------------------- |
| AAA     | Charlotte Knights         | Triple-A East           | Charlotte, Nord Carolina          |
| AA      | Birmingham Barons         | Double-A South          | Birmingham, Alabama               |
| A+      | Winston-Salem Dash        | High-A East             | Winston-Salem, Nord Carolina      |
| A-      | Kannapolis Cannon Ballers | Low-A East              | Kannapolis, Nord Carolina         |
| Rookie  | ACL White Sox             | Arizona Complex League  | Glendale, Arizona                 |
| Rookie  | DSL White Sox             | Dominican Summer League | Boca Chica, Repubblica Dominicana |

## Giocatori importanti

### Membri della Baseball Hall of Fame
| Hall of Famer dei Chicago White Sox |      |               |      |
| Giocatore                           | Anno | Giocatore     | Anno |
| Roberto Alomar                      | 2011 | George Kell   | 1983 |
| Luis Aparicio                       | 1984 | Tony La Russa | 2014 |
| Luke Appling                        | 1964 | Bob Lemon     | 1976 |
| Chief Bender                        | 1953 | Al López      | 1977 |
| Steve Carlton                       | 1994 | Ted Lyons     | 1955 |
| Eddie Collins                       | 1939 | Edd Roush     | 1962 |
| Charles Comiskey                    | 1939 | Red Ruffing   | 1967 |
| George Davis                        | 1998 | Ron Santo     | 2012 |
| Larry Doby                          | 1998 | Ray Schalk    | 1955 |
| Hugh Duffy                          | 1945 | Tom Seaver    | 1992 |
| Johnny Evers                        | 1946 | Al Simmons    | 1953 |
| Red Faber                           | 1964 | Frank Thomas  | 2014 |
| Carlton Fisk                        | 2000 | Bill Veeck    | 1991 |
| Nellie Fox                          | 1997 | Ed Walsh      | 1946 |
| Goose Gossage                       | 2008 | Hoyt Wilhelm  | 1985 |
| Clark Griffith                      | 1946 | Early Wynn    | 1972 |
| Harry Hooper                        | 1971 |               |      |

Nota
i giocatori in grassetto sono riprodotti nella Hall of Fame con l'uniforme dei White Sox

### Numeri ritirati
| Nellie Fox 2B: 1950–63 Ritirato 1 maggio 1976     | Harold Baines RF:1980–89 DH:1996–97, 2000–01 Coach:2004– Ritirato 20 agosto 1989 | Luke Appling SS:1930–50 Ritirato 7 giugno 1975 | Minnie Miñoso LF:1951–57, 60–61,76,80 Ritirato 8 maggio 1983 | Luis Aparicio SS:1956–62, 68–70 Ritirato 14 agosto 1984 |
| Paul Konerko 1B Ritirato 23 maggio 2015           | Ted Lyons P:1923–46 M:1946–48 Ritirato 25 luglio 1983                            | Billy Pierce P:1949–61 Ritirato 25 luglio 1983 | Frank Thomas 1B-DH:1990–2005 Ritirato 29 agosto 2010         | Mark Buehrle P Ritirato 24 giugno 2017                  |
| Carlton Fisk C:1981–93 Ritirato 14 settembre 1997 | Jackie Robinson Retired da tutta l'MLB Ritirato 1997                             |                                                |                                                              |                                                         |

## Record Carriera White Sox
Ecco i record individuali maturati negli oltre 100 anni della storia dei White Sox, aggiornati al termine della stagione 2012.
Record Battitori
Fuoricampo
1. Frank Thomas 448
2. Paul Konerko 415
3. Harold Baines 221

Punti battuti a casa (RBI)
1. Frank Thomas 1465
2. Paul Konerko 1307
3. Luke Appling 1116

Punti segnati
1. Frank Thomas 1327
2. Luke Appling 1319
3. Nellie Fox 1187

Valide
1. Luke Appling 2749
2. Nellie Fox 2470
3. Frank Thomas 2136

Record Lanciatori
Strikeout
1. Billy Pierce 1796
2. Ed Walsh 1732
3. Red Faber 1471

Salvezze
1. Bobby Thigpen 201
2. Bobby Jenks 173
3. Roberto Hernandez 161